# Françoise Basseporte

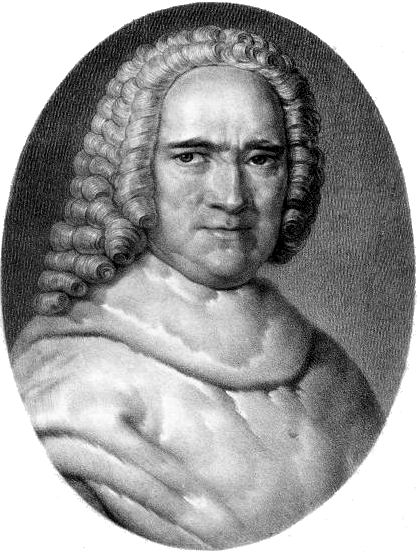
Radierung: Porträt des Bernard de Jussieu von Basseporte

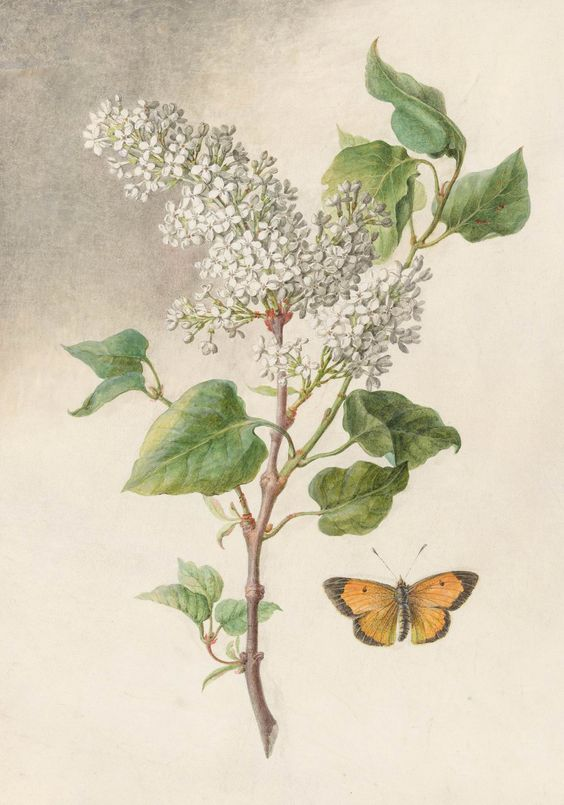
Darstellung von Syringa vulgaris

Madeleine Françoise Basseporte (* 28. April 1701 in Paris; † 6. September 1780 ebenda) war eine französische Malerin, Schabkünstlerin und Kupferstecherin, deren Schaffensschwerpunkt auf der Darstellung von botanischen Motiven lag.

## Leben und Wirken
Basseporte wurde als drittes Kind des Weinhändlers Jean Basseporte und seiner Frau Madeleine Guyon geboren. Ihr Vater starb bereits in ihrer Kindheit, was ihre Familie in Armut stürzte.
Ihren ersten Kunstunterricht bekam Basseporte vom Maler Paul Robert. Diesem wurde von Louis-Constantin de Rohan erlaubt in dessen Palast eine Malschule für Mädchen einzurichten. Als Basseporte etwa 10 Jahre alt war, nahm ihre Mutter in der Nähe des Hôtel de Soubise eine Stellung an. Dort freundete sie sich mit dem Schweizer an, der sie unerlaubt einließ. Später hielt sie sich auch viel im Palais Royal auf, um dort die Kunstwerke zu studieren.
1731 traf Basseporte mit dem offiziellen Pflanzenmaler des Jardin du Roi, Claude Aubriet, der auch ihr Lehrer war, ein Arrangement, dass sie dort malen, jedoch acht Jahre lang ihre Werke nicht verkaufen durfte. Ihre Bilder waren aber so gut, dass bereits 1732 die ersten Bilder in die Bibliothèque du Roi aufgenommen wurden.
Der Comte de Maurepas war ein großer Verehrer ihre Kunst und wollte ihr eine Sondervergütung zukommen lassen, was sie jedoch ablehnte, da sie sich als zu reich empfand, um auf staatliche hilfe angewiesen zu sein. Mit ihrer Kunst, die sie außerhalb des Jardin du Roi geschaffen hatte, konnte Basseporte ausreichend verdienen, um ihr Leben zu bestreiten. Neben dem König verwendeten sich auch andere Staatsmänner, um sie finanziell zu unterstützen. 1735 kam sie als Peintre du Roi pour la miniature in königlichen Dienst. 1741 starb Aubrey, und Basseporte nahm den Platz ihres Lehrers als Pflanzenmalerin des Jardin du Roi ein. Weiterhin wurde sie vom französischen König Ludwig XV. beauftragt, seinen Töchtern Zeichenunterricht zu geben.
Basseportes Wirken war reichhaltig. So bekam sie den Auftrag, die Pflanzensammlung von Jean-Baptiste Gaston de Bourbon, duc d’Orléans auf Pergament zu ergänzen. In den folgenden Jahren arbeitete Basseporte auch für den Chemiker Guillaume-François Rouelle, den Bildhauer Pierre-Hubert Larchevêque und den Botaniker Bernard de Jussieu. Weiterhin wurde sie zum Mitglied der Académie royale des sciences berufen. Maler wie Gerard van Spaendonck und Pierre-Joseph Redouté waren von ihren Werken inspiriert.
Sie starb 79-jährig. Die Trauerfeier fand in der Sakristei von St-Médard statt, und Basseporte wurde auf dem dortigen Friedhof begraben.